# Anthurium rupestre
Anthurium rupestre är en kallaväxtart som beskrevs av Luis Aloysius, Luigi Sodiro. Anthurium rupestre ingår i släktet Anthurium och familjen kallaväxter. Inga underarter finns listade.